# Каријера
Каријера је метафорично „путовање“ појединца кроз учење, рад и друге аспекте живота. Постоји више начина за дефинисање каријере, а тај се термин користи на различите начине. 

## Дефиниције
Оксфордски енглески речник дефинише реч "каријера", као особин напредак кроз живот (или посебан део живота). Ова дефиниција се односи на "каријеру" као на низ аспеката живота, учења и рада појединца. Други начин на који се користи израз "каријера" описује занимање или професију која обично укључује специјалну обуку или формално образовање;   У овом случају се види „каријера“ као низ сродних послова који се обично обављају у оквиру једне индустрије или сектора : може се говорити на пример о „каријери у образовању“, о „криминалној каријери“ или о „каријери у грађевинској трговини“. Каријеру су истраживачи организације дефинисали као „радна искуства појединца и друга релевантна искуства, како унутар тако и изван организација, која формирају јединствен образац током животног века појединца“. 

### Етимологија
Реч "каријера" на крају потиче од латинске речи карус, а односи се на кочију.  Семантички наставак којим је „каријера“ значила „ток нечијег јавног или професионалног живота“ појављује се од 1803. Користи се у десетинама књига објављених 1800. године, у вези са Гетеовом „књижевном каријером“, „пословном каријером“ и „професионалном каријером“ других биографских личности, тако да је та фраза вероватно била у редовној употреби до 1800. године.

## Управљање каријером
Управљање каријером или развој каријере описује активно и сврсисходно управљање каријером од стране појединца. Идеје о томе шта обухватају „вештине управљања каријером“ описане су Нацртним моделом (у Сједињеним Државама, Канади, Аустралији, Шкотској и Енглеској) и Седам Ц-а дигиталне писмености за каријеру (посебно у погледу дигиталних вештина).

### Избор каријере
Према Бехлингу и другима, одлука појединца да се придружи фирми може зависити од било ког од три фактора, тј. објективни фактор, субјективни фактор и критички контакт.
- Теорија објективних фактора претпоставља да су подносиоци захтева рационални. Избор се, дакле, врши након објективне процене опипљивих користи од посла. Фактори могу укључивати плату, друге бенефиције, локацију, могућности за напредовање у каријери итд.
- Теорија субјективних фактора сугерише да доношењем одлука доминирају друштвени и психолошки фактори. Важну улогу игра статус посла, репутација организације и други слични фактори.
- Теорија критичког контакта унапређује идеју да запажања кандидата током интеракције са организацијом играју виталну улогу у доношењу одлука. На пример, важни су како регрутер одржава контакт са кандидатом, ажурност одговора и слични фактори. Ова теорија је валиднија код искусних професионалаца.

Ове теорије претпостављају да кандидати имају слободан избор послодаваца и каријере. У стварности, недостатак радних места и јака конкуренција за пожељне послове озбиљно искривљују процес доношења одлука. На многим тржиштима, запослени раде одређене каријере једноставно зато што су били приморани да прихвате било који посао који им је био доступан. Поред тога, От-Холанд и колеге су открили да култура може имати велики утицај на избор каријере, у зависности од врсте културе.
Приликом одабира каријере која је најприкладнија, према US News, постоји више ствари које треба узети у обзир. Неки од њих укључују: природне таленте, стил рада, друштвену интеракцију, равнотежу између посла и приватног живота, да ли се особа осећа пријатно пред јавношћу, да добро подноси стрес или не, и на крају, колико новца се жели зарадити. Ако избор каријере представља превелики притисак, постоји још једна опција: треба изабрати пут који се чини исправним данас тако што ће се донети најбољу одлуку у дато време, уз разумевање да се може направити промена у будућности. На данашњем пословном свету, избор каријере не значи нужно да се особа мора држати тог посла целог живота. Може се донети информисана одлуку и планирати да се поново процени касније на основу дугорочних циљева.

### Промена каријере (занимања)
Промена занимања је важан аспект каријера и управљања каријером. Током живота, појединац и тржиште рада ће се променити; може се очекивати да ће многи људи током живота променити занимања. Подаци које је прикупио амерички Биро за статистику рада кроз Национално лонгитудинално истраживање младих 1979. године показали су да ће појединци између 18 и 38 година имати више од 10 послова.
Постоје различити разлози због којих људи можда желе да промене своју каријеру. Понекад промена каријере може да дође као резултат дуго очекиваног отказа, док се понекад може десити неочекивано и без упозорења.
Истраживање које је спровео Рајт Менаџмент указује на следеће разлоге за промену каријере.
- Смањење или реструктурирање организације (54%).
- Нови изазови или прилике које се појављују (30%).
- Лоше или неефикасно вођство (25%).
- Имати лош однос са менаџером(има) (22%).
- За побољшање равнотеже посао/живот (21%).
- Доприноси се не признају (21%).
- За бољу надокнаду и бенефиције (18%),
- За боље усклађивање са личним и организационим вредностима (17%).
- Личне снаге и способности се не уклапају добро у организацију (16%).
- Финансијска нестабилност организације (13%).
- Пресељена организација (12%).

Према чланку на Time.com, једна од три особе које су тренутно запослене (од 2008.) проведе око сат времена дневно тражећи другу позицију.

## Успех у каријери
Успех у каријери је термин који се често користи у академским и популарним текстовима о каријери. Односи се на обим и начине на које се појединац може описати као успешан у свом досадашњем радном веку.
Током 1950-их и 1960-их, појединци су обично радили за једну или две фирме током своје каријере, а успех је дефинисан од стране организације и мерен напредовањем, повећањем плата и/или статусом. Такве традиционалне каријере су биле илустроване моделом каријере Доналда Супера. Суперов модел линеарне фазе каријере сугерисао је да се каријере одвијају у контексту стабилних, организационих структура. Појединци су напредовали у хијерархији организације тражећи веће вањске награде.
Рани успех у каријери касније може изазвати разочарање, посебно када је самопоштовање особе везанo за њену каријеру или достигнућа. Професионални успех обично долази рано у неким областима, као што су научна истраживања, а касније у другим областима, као што је настава.
Зарада може бити изражена у апсолутним износима (нпр. износ који особа зарађује) или у релативним изразима (нпр. износ који особа зарађује у поређењу са њеном почетном платом). Зарада и статус су примери објективних критеријума успеха, где „објективан“ значи да се могу чињенично проверити и нису само ствар мишљења.
Многи посматрачи тврде да су каријере мање предвидљиве него што су некада биле, због брзог темпа економских и технолошких промена. То значи да је управљање каријером очигледније одговорност појединца, а не његове или њене организације, јер је „посао за цео живот“ ствар прошлости. Ово је ставило већи нагласак на субјективне критеријуме успеха у каријери. То укључује задовољство послом, задовољство каријером, равнотежу између посла и приватног живота, осећај личног постигнућа и постизање посла који је у складу са личним вредностима. На нечију процену успеха у каријери вероватно ће утицати друштвена поређења, на пример колико су добро прошли чланови породице, пријатељи или вршњаци у школи или на факултету.
На количину и врсту успеха у каријери коју особа постиже утиче неколико облика каријерног капитала. То укључује друштвени капитал (обим и дубина личних контаката на које особа може да се ослања), људски капитал (доказиве способности, искуства и квалификације), економски капитал (новац и други материјални ресурси који омогућавају приступ ресурсима везаним за каријеру) и културни капитал (поседовање вештина, ставова или општег знања за ефикасан рад у одређеном друштвеном контексту).